# Ciudad de Murcia
C.F. Ciudad de Murcia – hiszpański klub piłkarski z siedzibą w Murcji, działający w latach 1999–2007.

## Historia
Klub  założony został latem 1999 przez Quique Pina, byłego piłkarza Realu Murcia i miejscowych biznesmenów. Już po roku klub awansował do Tercera División, by po kolejnym awansować do Segunda División B. W 2003 roku Murcia awansowała do Segunda División. Pierwszy sezon Murcia skończyła na 17. miejscu, a na następny na 18. miejscu, 1 punktem ratując się przed spadkiem do trzeciej ligi. Sezon 2005-2006 Murcia zakończyła na 4. miejscu, przegrywając dopiero w ostatniej kolejce awans do Primera División z Levante Walencja. Także następny sezon Murcia zakończyła na 4. miejscu, przegrywając awans z lokalnym rywalem – Realem Murcia.
6 czerwca 2007 klub został sprzedany i przeniesiony do Grenady i zmienił nazwę na Granada 74 CF.

## Sukcesy
- 4 sezony w Segunda División: 2003-2007.

## Zawodnicy
- Rolando Zárate
- Damián Timpani
- Cristian Díaz
- Luciano Becchio
- Turu Flores
- Javier Liendo
- Alexandre
- Thiago Schumacher
- David Eto’o
- Bleriot Heuyot
- Daniel Kome
- Juan Pablo Úbeda
- Romain Ferrier
- Carlos Torres
- João Manuel Pinto
- Marco Almeida
- Leo Lerinc
- Slaviša Jokanović
- Héctor Font
- Javier Camuñas
- Roberto Cuevas
- Ibán Espadas
- Daniel Güiza
- Mikel Lasa
- Mikel Labaka
- Dani Bautista
- José Juan Luque
- Raúl Medina
- Ayoze
- Xabi Jiménez
- Rubén Torrecilla
- Roberto Merino
- Henok Goitom
- Ludovic Assemoassa
- Jonay Hernández
- Miku

## Trenerzy
- Juan Manuel Lillo (2003-2004)
- Abel Resino (2005-2006)